# Zweinervige Segge
Die Zweinervige Segge (Carex binervis) ist eine Pflanzenart aus der Gattung Seggen (Carex) innerhalb der Familie der Sauergräser (Cyperaceae). Sie ist in Europa und im nordwestlichen Afrika verbreitet.

## Beschreibung

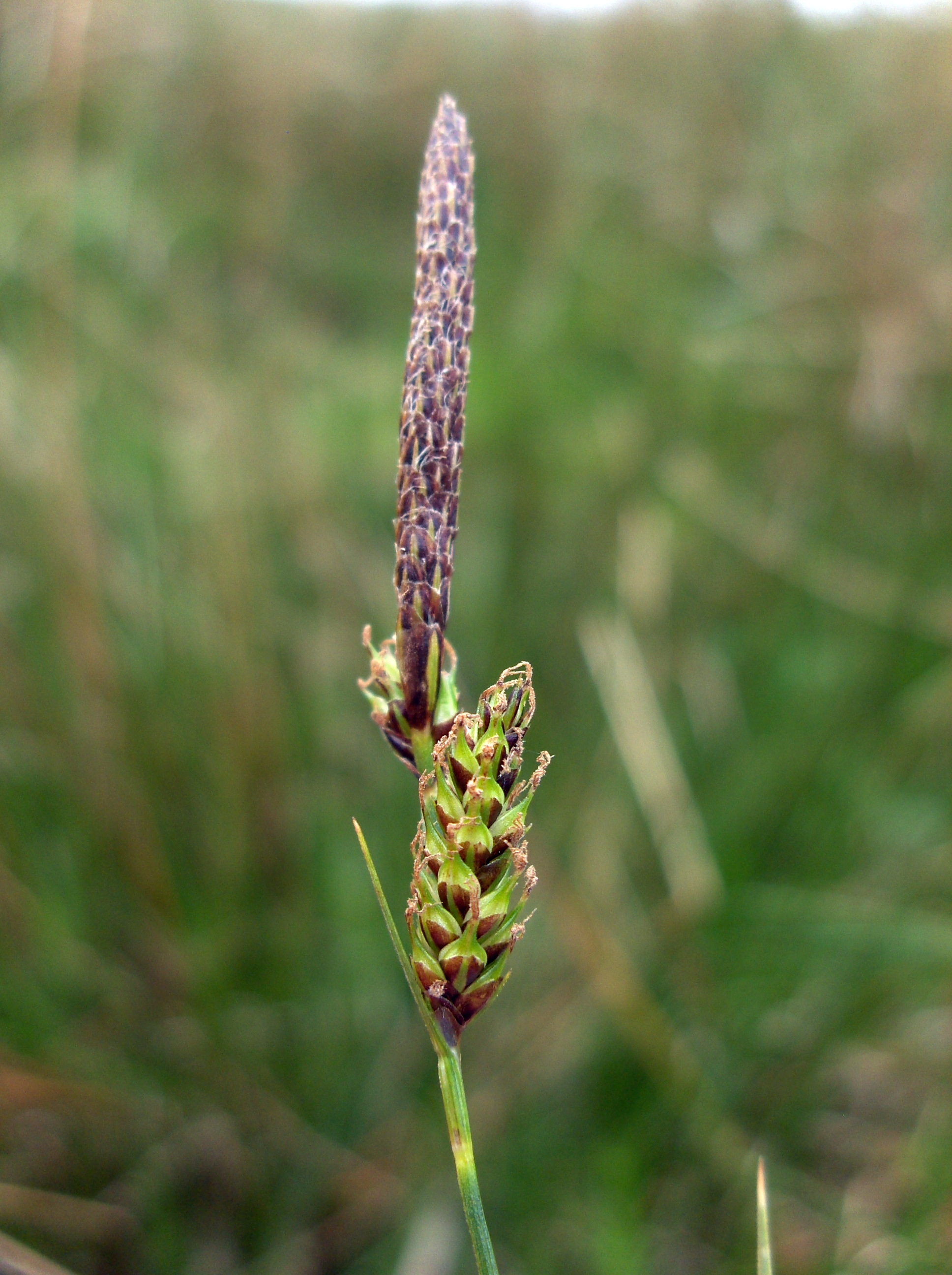
Blütenstand mit einer männlichen und zwei weiblichen Ährchen

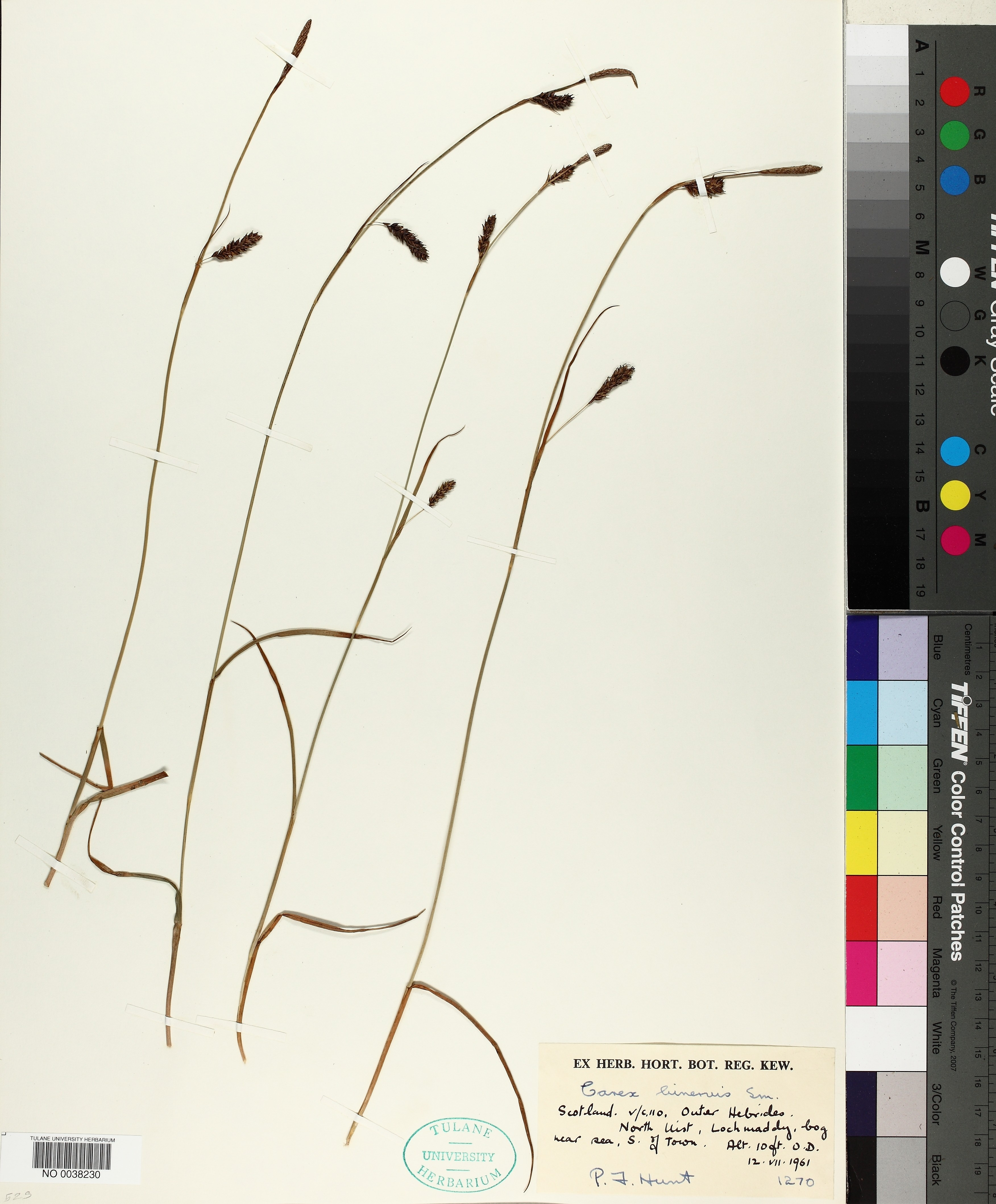
Herbarexemplare

### Vegetative Merkmale
Die Zweinervige Segge ist eine ausdauernde krautige Pflanze, die Wuchshöhen von 30 bis 100, selten auch über 150 Zentimetern erreicht.  Sie wächst mit kurzen oder etwas verlängerten Ausläufern lockerrasig. Die aufrechten oder im oberen Bereich übergebogen Stängel sind stumpf-dreikantig, 1 bis 2 Millimeter dick, glatt oder oben rau und in der unteren Hälfte beblättert. Die dunkel-grünen Laubblätter sind bis zu 30 Zentimeter lang und 2 bis zu 6 Millimeter breit, gekielt und etwa halb so lang wie der Stängel. Ihre bauchige Blattscheidenwand hat ein trockenhäutiges Anhängsel. Die grundständigen Blattscheiden sind orangebraun und zerfasern nicht.

### Generative Merkmale
Die Blütezeit reicht von Mai bis Juni. Die Zweinervige Segge ist eine Verschiedenährige Segge. Der Blütenstand ist bis etwa halb so lang wie der Stängel und enthält ein endständiges männliches und zwei oder drei selten bis zu vier entfernt stehende weibliche Ährchen. Die weiblichen Ährchen sind dichtblütig, bis 10 Zentimeter lang gestielt, stehen eher aufrecht, das unterste ist nickend; Sie sind 15 bis 45 Millimeter lang und 5 bis 7 Millimeter breit. Die Hüllblätter sind krautig und haben lange Scheiden. Das untere Hüllblatt ist viel länger als sein Ährchen, aber kürzer als der gesamte Blütenstand. Das männliche Ährchen ist 20 bis 45 Millimeter lang und 3 bis 5 Millimeter breit. Die Spelzen der weiblichen Blüten sind bei einer Länge von 3 bis 4 Millimetern eiförmig, stachelspitzig, kürzer als die Schläuche, und rot-braun mit grünem oder hellbraunem Mittelstreifen. Die Spelzen der männlichen Blüten sind bei einer Länge von 4 bis 4,5 Millimetern verkehrt-eiförmig mit stumpfem oder gerundetem und stachelspitzigem oberen Ende und rot-braun mit hellerem Mittelstreifen. Die Schläuche sind bei einer Länge von 3,5 bis 3,5 Millimetern breit-ellipsoid, stumpf-dreikantig, und nach oben plötzlich in den zweizähnigen Schnabel verschmälert. Der Schnabel ist innen wie außen rau gezähnt. Die Schläuche sind grün bis schwarz-braun, glänzend und haben zwei hervortretende grüne Längsnerven, was zur Bezeichnung „binervis“ führt. Der Griffel trägt drei Narben.
Die braune Frucht ist verkehrt-eiförmig, dreikantig und viel kürzer als der Schlauch.
Die Chromosomenzahl beträgt 2n = 74.

## Vorkommen und Gefährdung
Die Zweinervige Segge ist in Nord- und Westeuropa verbreitet. Bemerkenswerter Weise kommt sie in Nordeuropa (Norwegen) vereinzelt auch an küstennahen Standorten vor, die durch den Golfstrom begünstigt sind. Andererseits fehlt sie im westlichen Mittelmeerraum. Die Zweinervige Segge ist ein temperat-euozeanisches Florenelement. Es gibt Vorkommen in den Ländern Marokko, Portugal, Spanien, Frankreich, Vereinigtes Königreich, Irland, Belgien, Deutschland und Norwegen. Nach POWO ist die Angabe für Marokko irrtümlich.
Ihr Hauptverbreitungsgebiet in Mitteleuropa liegt an der westeuropäischen Atlantikküste. In Deutschland ist die Zweinervige Segge sehr selten und kommt vereinzelt im Westerwald (Millscheid), im Hunsrück, in der Schneeeifel und im Hohen Venn vor. Auch im anschließenden belgischen Gebiet ist sie sehr selten. Sie kommt in Mitteleuropa in Höhenlagen von etwa 400 Meter bis 800 Meter (am Erbeskopf im Hunsrück) vor.
In der Roten Liste der gefährdeten Pflanzenarten Deutschlands nach Metzing et al. 2018 die sehr seltene Zweinervige Segge unverändert zur Roten Liste von 1998 in Gefährdungskategorie 3 = „gefährdet“.
Sie wächst auf trockenen und feuchten Heiden, die in Mitteleuropa zu den pflanzensoziologischen Verbänden Ericion tetralicis und Juncion squarrosi gehören. In Westeuropa ist sie eine Charakterart der Ordnung Erico-Ulicetalia. Die Zweinervige Segge braucht wintermildes und sommerfeuchtes Klima. Sie gedeiht als Untergrund meist auf trockenen Sand (Heide).

## Taxonomie
Die Erstbeschreibung von Carex binervis erfolgte 1800 durch James Edward Smith in Transactions of the Linnean Society of London, Band 5, Seite 268. Synonyme für Carex binervis Sm. sind: Carex distans subsp. binervis (Sm.) Husn., Carex distans subsp. binervis (Sm.) Douin, Carex distans Lightf. nom. illeg., Carex fulva Hornem. nom. illeg., Carex gandogeri H.Lév. & Vaniot, Carex gandogeri H.Lév. ex Gand. nom. illeg., Carex multinervis Krock., Carex ovata Merino nom. illeg., Carex rodriguezii Merino, Carex sadleri E.F.Linton, Carex versicolor Dumort., Carex binervis var. alpina Drejer, Carex binervis var. ovata Merino.